# Abdel Halim Hafez
Abdel Halim Ali Shabana (do Árabe: عبدالحليم علي شبانة) conhecido como Abdel Halim Hafez (Xarquia, Reino do Egito em 21 de junho de 1929 - Londres, 30 de março de 1977) está entre os cantores mais populares egípcios e cantores e intérpretes árabes. Além de cantar, Halim era também um ator, maestro, homem de negócios, professor de música e produtor de cinema. Ele é considerado um dos quatro grandes da Música árabe (junto com Umm Kulthum, Mohammad Abdel Wahab e Farid al-Atrash). Seu nome é escrito às vezes como  'Abd el-Halim Hafez. Ele é conhecido como el-Andaleeb el-Asmar (O Grande rouxinou de pele escura em Língua árabe: العندليب الأسمر). Ele também é conhecido como um ícone na Música árabe moderna. Sua música ainda é tocado diariamente em todo o Mundo árabe. Suas músicas influenciaram a Revolução Egípcia de 2011.